# External Data Representation
XDR (ang. External Data Representation) – standard wprowadzony w celu ujednolicenia reprezentacji danych w transmisjach sieciowych pomiędzy komputerami o odmiennych architekturach. Umożliwia przykładowo wymianę danych między programem napisanym w języku Fortran działającym na komputerze Cray a programem w języku C uruchomionym na komputerze klasy x86 z Linuksem).
Przykładowa standaryzacja danych:
- wszystkie typy danych mają rozmiar będący wielokrotnością 4 bajtów (niepełne wielokrotności dopełniane są zerami),
- liczby całkowite kodowane są w ten sposób, ze młodsze bajty mają starsze adresy (na odwrót niż w x86),
- liczby rzeczywiste podawane są w formacie IEEE.

Ograniczeniem XDR jest to, że zarówno nadawca jak i odbiorca muszą znać struktury danych (nie ich reprezentacje), ponieważ nie są one przekazywane.
Pierwsza wersja standardu XDR powstała w 1987 i opisana jest w RFC 1014 ↓. Najnowszą wersję przedstawia RFC 4506 ↓, pochodzący z 2006 roku.